# دارا من ياسينوفاك (فلم)
دارا من ياسينوفاك (بالسيريلية الصربية: Дара из Јасеновца) هو فيلم صربيٌّ من فئة الدراما التاريخية أُنتِج في عام 2021 من إخراج المخرج الصربي بريدراع أنتونييفيتش. الفيلم مبني على شهادات الناجين وبالإضافة إلى ذلك فهو يُعالج جرائم الحرب والأحداث الشنيعة التي حصلت في معسكر اعتقال ياسينوفاك والذي كان جُزءً من الهولوكوست والإبادة الجماعية الأشمل للصرب في دولة كرواتيا المستقلة.

## وصلات خارجية
- Dara iz Jasenovca  في قاعدة بيانات الأفلام على الإنترنت (بالإنجليزية)
- Dara of Jasenovac - OST
- Official Trailer
- Dr. Michael Berenbaum on the Historical Significance of Dara of Jasenovac